# Narta (Vlora)
Narta falu Albánia délnyugati részén, Vlora városától légvonalban 5, közúton 6 kilométerre északnyugati irányban, a faluról elnevezett Nartai-lagúna délkeleti partján. Közigazgatásilag Vlora megyén belül Vlora község, illetve Qendra alközség települése.
A település az Adriai-tengerről részlegesen lefűződött Nartai-lagúna délkeleti partvidékén, a Vlora és a lagúna között elterülő Shën Vlash-síkon (Fusha e Shën Vlashit) fekszik. A település keleti határában fut a Durrëst Vlorával összekötő A2-es autóút.
A nagyrészt görögök lakta Narta – görög nevén Άρτα / Árta – hagyományosan szőlőjéről, a korai érésű Shën Diell fajtáról és az abból készült borról híres. A 20. század második felében a falu melletti állami gazdaság művelte az ország legnagyobb, 5000 hektáron elterülő olajfaültetvényét. Az ortodox húsvét idején minden évben megrendezett karnevál, maszkos felvonulás számos látogatót vonz. A Nartai-lagúna, illetve tágabb környezete, a Vjosa–Narta Tájvédelmi Körzet (Zona e Peizazhit të Mbrojtur Vjosë–Nartë) ökoszisztémájánál fogva Narta jelentős idegenforgalmi potenciállal rendelkezik.